# アエピカメルス
アエピカメルス (Aepycamelus ) は、中新世後期から鮮新世後期にかけての約2,000万年前〜200万年前に生息していたラクダ科の一種。鯨偶蹄目・核脚亜目・ラクダ科。過去の科学文献ではアルティカメルス (Alticamelus ) とも呼ばれていた。その名前はギリシア語の αἰπύς ＝「高く大きい」と κάμελος ＝「ラクダ」に由来し、「背の高いラクダ」を意味する。Alticamelus はラテン語で同様の意味となる。

## 特徴
アエピカメルスは中新世前期から後期にかけて、北アメリカの大草原に生息していた。肩高はおよそ2 m、頭頂高約3 mになった上にS字に曲がった長い首を持っていたことから、高い枝の木の葉を常食とするキリンのような生態であったと考えられている。指先の二つの蹄は小さく、その後ろに大きなパッドが発達していたと思われる。
ラクダ類の特徴的なものとしては側対歩という、同じ側の前後の脚を同時に動かす歩き方が挙げられるが、中新世の地層にもそうした足跡が残されていた。その事から、かれらも現代のラクダと同様の歩き方をしていたのではないかと推定されている。